# Ромм, Александр Ильич
Алекса́ндр Ильи́ч Ромм (5 [17] марта 1898, Санкт-Петербург — 2 октября 1943, Сочи) — советский филолог, поэт, переводчик. Интендант 2 ранга. 
Старший брат кинорежиссёра М. И. Ромма.

## Биография
Родился 5 (17 марта) 1898 года в Санкт-Петербурге в семье врача. Семья жила в Иркутске, куда за участие в революционной деятельности был сослан отец, с 1904 года — в Вильне, с 1907 года — в Москве. 
Окончил гимназию в Москве, поступил на медицинский факультет Московского университета, перевёлся на историко-филологический, который и закончил в 1922 году. Дружил с братьями Горнунгами — Борисом и Львом, сотрудничал в машинописных журналах «Гермес», «Гиперборей», «Мнемозина». Входил в Московский лингвистический кружок, в 1920—1924 годах состоял в его президиуме, полемизировал с М. Бахтиным, переписывался с Р. О. Якобсоном, переводил «Курс общей лингвистики» Ф. де Соссюра (перевод не закончен, история этого труда реконструирована М. Чудаковой, Е. А. Тоддесом, М. Шапиром). Выпустил две книги стихов. 
В начале войны был мобилизован в Дунайскую военную флотилию, затем служил на Черноморском флоте, участвовал в боевых действиях, работал во фронтовой и местной городской прессе.
2 октября 1943 года застрелился из табельного оружия.
Семья
- Младший брат — кинорежиссёр М. И. Ромм.
- Двоюродный брат — футболист, футбольный теоретик и журналист Михаил Давидович Ромм[2].

## Творчество
Опубликовал книгу стихов «Ночной смотр» (1927) и поэму «Дорога в Бикзян» (1939). Переводил романы Флобера, Золя, Уэллса, стихи Вийона, Гёте, Гейне, Андре Шенье, Бодлера, Мореаса, Арагона, А. Лихтенштейна, И. Бехера, Петёфи, Антала Гидаша, Т. Шевченко, стихи А. Блока на французский и др.